# Kleine meeltor
De kleine meeltor of rijstmeelkever (Tribolium confusum) is een kever uit de familie zwartlijven of Tenebrionidae.
De kleine meeltor is een veel voorkomend en veel schadeveroorzakend plaaginsect, die voorkomt in in silo's, opslagplaatsen, levensmiddelenwinkels en woonhuizen opgeslagen meel en graan.

## Beschrijving
De kleine meeltor lijkt veel op de kastanjebruine rijstmeelkever (Tribolium castaneum) en de grote rijstmeelkever (Tribolium destructor). De kleine meeltor en kastanjebruine rijstmeelkever zijn 3 – 4 mm lang en hebben een roodbruine kleur. Ze verschillen vooral in de vorm van hun antennes. De antenne van de kleine meeltor wordt geleidelijk groter en heeft vier knotsvormige verdikkingen, terwijl de kastanjebruine rijstmeelkever er maar drie heeft, die niet geleidelijk groter worden. De kastanjebruine rijstmeelkever komt in Nederland alleen voor op verwarmde, vochtige plaatsen. De grote rijstmeelkever is 5 – 6 mm groot, veel donkerder dan de andere twee soorten en komt minder algemeen voor.

## Levenscyclus
Bij 35 °C duurt de volledige ontwikkelingscyclus van de kleine meeltor 20 dagen. De wijfjeskever legt per jaar honderden eitjes en kan 1,5 jaar oud worden. De eitjes worden afzonderlijk gelegd en komen na 3 - 9 dagen uit. De geelbruine larven vervellen 7 - 8 keer en worden 8 mm lang, waarna ze verpoppen. De gelige pop is 5 mm groot en verkleurd naar donkerbruin. Na vijf dagen komt de kever tevoorschijn. Bij lagere temperaturen zijn alle stadia vertraagd. Zo kan het wel 30 dagen duren voordat de larve uit het ei komt, 150 dagen voordat de larve verpopt en 22 dagen voordat de kever tevoorschijn komt. De snelste generatiewisseling duurt veertien dagen en de langzaamste 202 dagen.

## Leefwijze
De kleine meeltor kan geen hele graankorrels aantasten. De door graanklanders aangetaste korrels kunnen wel als voedsel dienen. Ze leven van gebroken korrels, graanstof en levensmiddelen zoals meel, rijst, gedroogd fruit, noten en bonen. De schade bestaat vooral door vervuiling met uitwerpselen, dode kevers en stinkende uitscheidingen. De meeltorren Tribolium confusum en Tribolium castaneum bezitten namelijk klieren waaruit ze voor zelfverdediging derivaten van p-benzochinon afscheiden, waaronder 2-methyl-p-benzochinon, 2-ethyl-p-benzochinon en hydrochinon. Een individuele kever kan zo tot een halve milligram chinonen afscheiden die het meel of graan een onaangename geur geven evenals een rozige kleur. De concentratie aan chinonen kan hoog oplopen in kolonies van duizenden dieren. Bij proeven op dieren is gebleken dat deze benzochinonen mogelijk carcinogeen zijn. Ook kan bij aantasting sneller beschimmeling optreden.

## Modelorganisme
De kleine meeltor is in de wetenschap een algemeen gebruikt modelorganisme. Verscheidene kleine meeltorren werden in het in 1973 gelanceerde ruimteschip Kosmos 605 gebruikt bij wetenschappelijke proeven.
In een aflevering van de Mythbusters werden de kleine meeltorren samen met kakkerlakken en fruitvliegen blootgesteld aan een straling van 100.000 rads (100 keer de letale dosis bij mensen). Alleen de kleine meeltorren bleven nog 30 dagen leven.